# 바리오 아덴트로 미션
바리오 아덴트로 미션(Barrio Adentro Mission)은 2003년 시작된 베네수엘라의 공공 의료서비스이다. 간단히 요약하면 쿠바의 의료 인력을 수입하여 베네수엘라의 낙후지에 1차 진료를 위주로 공공 의료 시스템을 확립하려는 계획이다. 쿠바는 의사와 의료인력, 의료 장비 등을 제공하고 그 대가로 석유와 차관을 받는다. 2005년 3만명의 의료인력이 파견되었으며 600개의 종합 클리닉 600개의 재활 및 요양센터 35개의 첨단기술 진료센터가 설립되었다. 베네수엘라는 바리오 아덴트 미션을 ALBA(라틴아메리카를 위한 볼리바르 대안) 회원 국인 볼리비아까지 확장하여 의료서비스를 제공하고 있다.
베네수엘라 정부 홈페이지

## 참고 문헌
- <<쿠바: 경제적 사회적 변화와 사회주의의 미래>>, (석유-의사 교환: 쿠바의 의료외교와 베네수엘라의 지원) (2014, 한울)
- <<세상을 바꾸는 의사들: 베네수엘라 공공 의료 혁명 바리오 아덴트로>>(2014, 검둥소)